# Drosanthemum leipoldtii
Drosanthemum leipoldtii är en isörtsväxtart som beskrevs av L. Bol. Drosanthemum leipoldtii ingår i släktet Drosanthemum och familjen isörtsväxter. Inga underarter finns listade i Catalogue of Life.